# Лев (ім'я)
Лев, Левко, Левусь, Левцьо, Левчик — українське чоловіче ім'я, що походить від назви тварини. Вважається калькою з грец. Λέων, лат. Leōn.

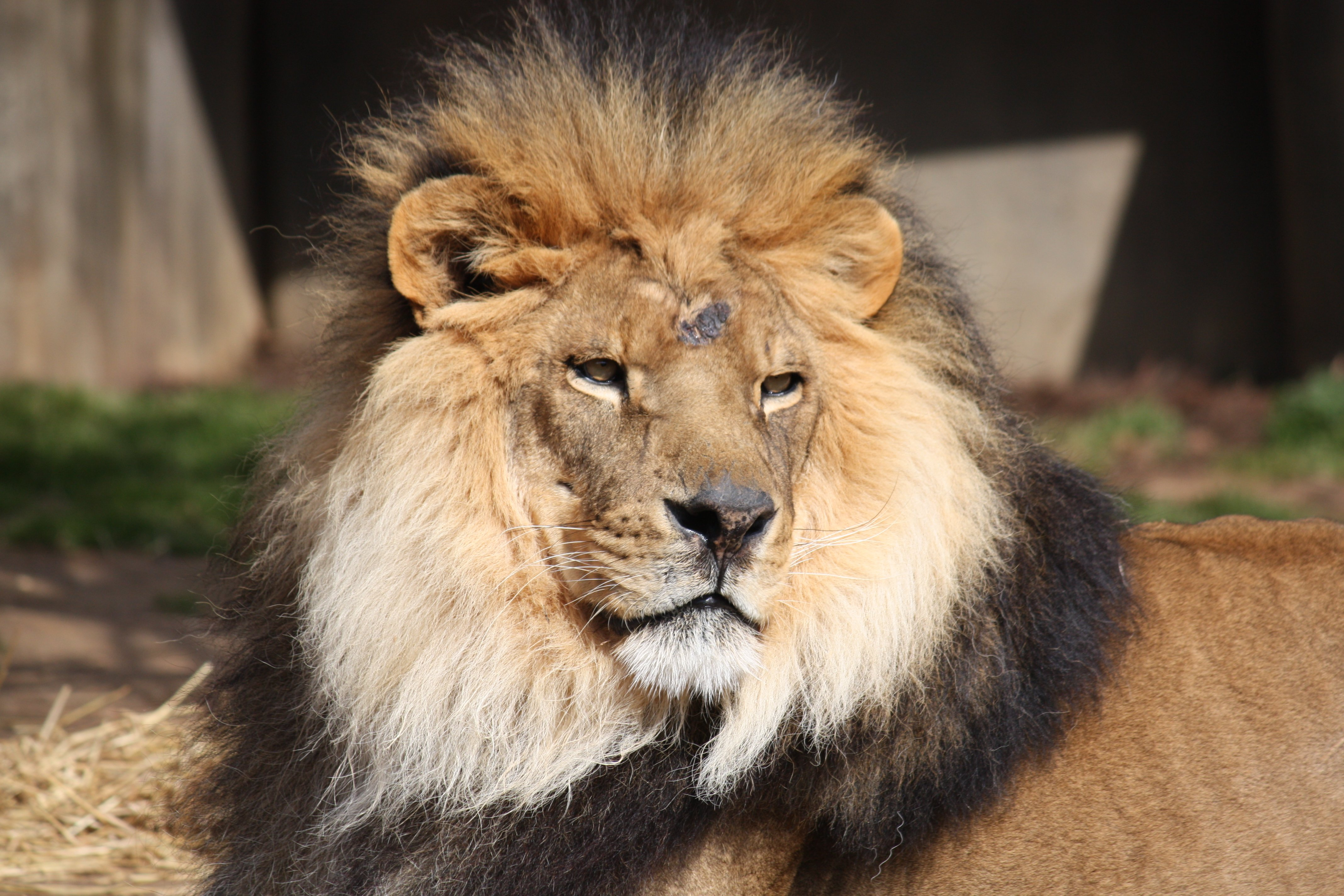
Лев

Ім'я Лев при відмінюванні має паралельні форми: Лева й Льва, Левові й Львові та інші.

## Іншомовні аналоги
А — англ. Leo; 

Б — біл. Леў; 
         болг. Лъв; 

Г — грец. Λέων; 

Е — ісп. León; 

К — кит.: 利奥; 

Л — лат. Leo; 
         лит. Levas; 

Н — нім. Leo; 
         норв. Leo; 

П — пол. Lew; 
         порт. Leão; 

Р — рос. Лев; 

С — словац. Lev; 
         словен. Leo; 

У — укр. Лев; 

Ф — фр. Léo; 
         фін. Leo 

Х — хорв. Lev; 

Ч — чеськ. Leo; 

Ш — швед. Leo; 

Я — яп. レオー

## Написання імені Лев різними мовами
- рос. і укр. Лев;
- біл. Леў;
- староцерк.-слов. Львъ;
- болг. Лъв;
- порт. Leão;
- англ.; лат.; норв.; словен.; фін. чеськ.; швед. Leo;
- фр. Léo;
- брет., тагал., вен. і вар. ga;
- ісп. León;
- словац., хорв. і чеськ. Lev;
- лит. Levas;
- італ. Leone;
- пол. і каш. Lew;
- давн-англ. Lēo;
- англ. Lion;
- корс. Lionu;
- кат. Lleó;
- дан. Løve;
- ельз. і нім. Löwe;
- араб. أسد;
- грец. Λέων;
- кит.: 利奥;
- там. சிங்கம்;
- яп. レオー

## Відомі люди з ім'ям Лев

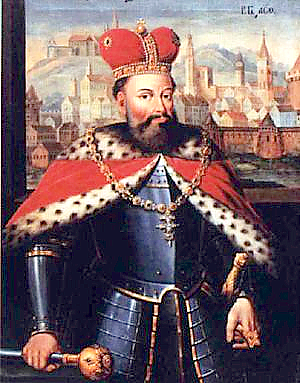
Лев Данилович, на честь якого названо місто Львів

- Лев Данилович — син короля Данила Романовича, князь перемиський, галицький, белзький, верховний правитель Галицько-Волинського князівства.
- Лев Юрійович — син короля Русі Юрія Львовича, князь галицький і луцький, названий на честь діда.
- Лев III Ісавр — імператор Візантії з 717 по 741 рік.
- Лев XII (1760—1829) — 252-й Папа римський у 1823—1829 роках.
- Лев Бачинський (1872—1930) — український галицький адвокат, громадсько-політичний діяч.
- Лев Гумільов (1912—1992) — російський географ, тюрколог і історик-етнолог, також поет.
- Лев Колодуб (1930) — український композитор, педагог, музично-громадський діяч, Заслужений діяч мистецтв Української РСР, Народний артист України, Лауреат Шевченківської премії.
- Лев Ландау (1908—1968) — фізик-теоретик, академік, лауреат Нобелівської премії з фізики.
- Лев Лотоцький[недоступне посилання] (1850—1926) — український письменник, поет, педагог, який писав також під псевдонімом Лев Буш.
- Лев Матема́тик — візантійський математик і механік; архієпископ Фессалонік у 840—843 роках, засновник Магнаврської вищої школи в Константинополі.
- Лев Ревуцький (1889—1977) — український композитор, педагог, музичний і громадський діяч.
- Лев Толстой (1828—1910) — один із найвідоміших російських письменників.

### Варіант Левко
- Левко Боровиковський (1806—1889) — український поет, фольклорист, етнограф.
- Левко Мацієвич (1877—1910) — український корабельний інженер, суднобудівник, автор проектів кораблів, підводних човнів, протимінних заслонів, морських аеропланів тощо, перший український авіатор, громадський і політичний діяч.
- Левко Симиренко (1855—1920) — український помолог і плодовод.
- Левко Лук'яненко — український політик, письменник, автор «Акту про Незалежність України». Лауреат Національної премії імені Тараса Шевченка 2016 року.

### Варіант Лео
- Лео Деліб — французький композитор, автор балетів, опер, оперет.

### Варіант Леон
- Леон Дьєркс — французький поет, найхарактерніший представник парнаської школи.
- Леон Гомон — французький продюсер, підприємець, один з основоположників світового кінематографа.

### Варіант Леонард
- Леонард Гейфлік — професор анатомії Каліфорнійського університету в Сан-Франциско.

### Варіант Ліонель
- Лайонел Річі — американський поп-виконавець, вокаліст і саксофоніст вокального тріо The Commodores.
- Ліонель Мессі — аргентинський футболіст, плеймейкер, нападник клубу «Інтер Маямі».